# Чемпионат Европы по водным видам спорта 2006
XXVIII чемпионат Европы по водным видам спорта проходил в Будапеште (Венгрия) с 26 июля по 6 августа 2006 года. Более 1000 спортсменов приняли участие в соревнованиях по плаванию, синхронному плаванию, прыжкам в воду и плаванию в открытой воде. Всего было разыграно 58 комплектов наград.

## Общий медальный зачёт
(Жирным выделено самое большое количество медалей в своей категории, принимающая страна также выделена)
| Общее количество медалей | Общее количество медалей | Общее количество медалей | Общее количество медалей | Общее количество медалей | Общее количество медалей |
| Место                    | Страна                   | Золото                   | Серебро                  | Бронза                   | Всего                    |
| ------------------------ | ------------------------ | ------------------------ | ------------------------ | ------------------------ | ------------------------ |
| 1                        | Россия                   | 16                       | 7                        | 3                        | 26                       |
| 2                        | Германия                 | 12                       | 10                       | 5                        | 27                       |
| 3                        | Франция                  | 6                        | 3                        | 9                        | 18                       |
| 4                        | Украина                  | 6                        | 4                        | 5                        | 15                       |
| 5                        | Италия                   | 5                        | 6                        | 10                       | 21                       |
| 6                        | Польша                   | 5                        | 2                        | 1                        | 8                        |
| 7                        | Швеция                   | 3                        | 2                        | 0                        | 5                        |
| 8                        | Великобритания           | 2                        | 5                        | 6                        | 13                       |
| 9                        | Нидерланды               | 2                        | 3                        | 3                        | 8                        |
| 10                       | Венгрия                  | 2                        | 2                        | 6                        | 10                       |
| 11                       | Финляндия                | 1                        | 0                        | 0                        | 1                        |
| 12                       | Испания                  | 0                        | 4                        | 0                        | 4                        |
| 13                       | Греция                   | 0                        | 3                        | 4                        | 7                        |
| 14                       | Австрия                  | 0                        | 2                        | 0                        | 2                        |
| 15                       | Хорватия                 | 0                        | 1                        | 1                        | 2                        |
| 16                       | Беларусь                 | 0                        | 1                        | 0                        | 1                        |
| -                        | Норвегия                 | 0                        | 1                        | 0                        | 1                        |
| -                        | Словакия                 | 0                        | 1                        | 0                        | 1                        |
| 19                       | Словения                 | 0                        | 0                        | 2                        | 2                        |
| -                        | Чехия                    | 0                        | 0                        | 2                        | 2                        |
| 21                       | Дания                    | 0                        | 0                        | 1                        | 1                        |
| -                        | Румыния                  | 0                        | 0                        | 1                        | 1                        |
| Всего                    | Всего                    | 59                       | 57                       | 60                       | 176                      |

## Плавание

### Мужчины
| Дисциплина                     | Золото                                                                            | Золото    | Серебро                                                                       | Серебро  | Бронза                                                                               | Бронза   |
| ------------------------------ | --------------------------------------------------------------------------------- | --------- | ----------------------------------------------------------------------------- | -------- | ------------------------------------------------------------------------------------ | -------- |
| 50 м вольный стиль             | Бартош Кизеровский · Польша                                                       | 21,88     | Александр Волынец · Украина                                                   | 21,97    | Дуе Драганья · Хорватия                                                              | 22,14    |
| 100 м вольный стиль            | Филиппо Маньини · Италия                                                          | 48,79     | Стефан Нистранд · Швеция                                                      | 48,91    | Питер ван ден Хогенбанд · Нидерланды                                                 | 48,94    |
| 200 м вольный стиль            | Питер ван ден Хогенбанд · Нидерланды                                              | 1:45,65   | Массимилиано Розолино · Италия                                                | 1:47,02  | Филиппо Маньини · Италия                                                             | 1:47,57  |
| 400 м вольный стиль            | Юрий Прилуков · Россия                                                            | 3:45,73   | Массимилиано Розолино · Италия                                                | 3:46,87  | Николя Ростуше · Франция                                                             | 3:47,04  |
| 1500 м вольный стиль           | Юрий Прилуков · Россия                                                            | 14:51,93  | Себастьян Руо · Франция                                                       | 14:55,73 | Николя Ростуше · Франция                                                             | 15:01,82 |
|                                |                                                                                   |           |                                                                               |          |                                                                                      |          |
| 50 м на спине                  | Хельге Меув · Германия                                                            | 25,06     | Аристидис Григориадис · Греция                                                | 25,14    | Мэттью Клей · Великобритания                                                         | 25,15    |
| 100 м на спине                 | Аркадий Вятчанин · Россия                                                         | 53,86     | Маркус Роган · Австрия                                                        | 54,06    | Аристидис Григориадис · Греция                                                       | 54,14    |
| 200 м на спине                 | Аркадий Вятчанин · Россия                                                         | 1:55,44ER | Ласло Чех · Венгрия                                                           | 1:56,69  | Рэзван Флоря · Румыния                                                               | 1:57,83  |
|                                |                                                                                   |           |                                                                               |          |                                                                                      |          |
| 50 м брасс                     | Олег Лисогор · Украина · Алессандро Террин · Италия                               | 27,48     | не разыграна                                                                  |          | Матьяж Маркич · Словения                                                             | 27,87    |
| 100 м брасс                    | Роман Слуднов · Россия                                                            | 1:00,61   | Александр Дале Оен · Норвегия                                                 | 1:00,63  | Олег Лисогор · Украина                                                               | 1:00,64  |
| 200 м брасс                    | Славомир Кучко · Польша                                                           | 2:12,12   | Паоло Боссини · Италия                                                        | 2:12,35  | Кристофер Гилкрист · Великобритания                                                  | 2:13,21  |
|                                |                                                                                   |           |                                                                               |          |                                                                                      |          |
| 50 м баттерфляй                | Сергей Бреус · Украина                                                            | 23,41     | Дуе Драганья · Хорватия                                                       | 23,62    | Якоб Андкьер · Дания · Андрей Сердинов · Украина                                     | 23,77    |
| 100 м баттерфляй               | Андрей Сердинов · Украина                                                         | 51,95     | Амори Лево · Франция                                                          | 52,76    | Николай Скворцов · Россия                                                            | 52,96    |
| 200 м баттерфляй               | Павел Корженёвский · Польша                                                       | 1:55,04   | Иоаннис Дримонакос · Греция                                                   | 1:57,03  | Николай Скворцов · Россия                                                            | 1:57,12  |
|                                |                                                                                   |           |                                                                               |          |                                                                                      |          |
| 200 м комплекс                 | Ласло Чех · Венгрия                                                               | 1:58,17   | Алессио Боджатто · Италия                                                     | 2:00,14  | Тамаш Керекьярто · Венгрия                                                           | 2:00,17  |
| 400 м комплекс                 | Ласло Чех · Венгрия                                                               | 4:09,86   | Лука Марин · Италия                                                           | 4:14,15  | Алессио Боджатто · Италия                                                            | 4:16,34  |
|                                |                                                                                   |           |                                                                               |          |                                                                                      |          |
| Эстафета 4×100 м вольный стиль | Италия · Филиппо Маньини · Лоренцо Висмара · Алессандро Кальви · Кристиан Галенда | 3:15,23   | Россия · Евгений Лагунов · Андрей Гречин · Андрей Капралов · Иван Усов        | 3:16,47  | Франция · Ален Бернар · Грегори Малле · Амори Лево · Фабьен Жило                     | 3:16,53  |
| Эстафета 4×200 м вольный стиль | Италия · Филиппо Маньини · Массимилиано Розолино · Давид Берботто · Никола Кассио | 7:09,60   | Великобритания · Росс Дэвенпорт · Дэвид Кэрри · Саймон Бёрнетт · Эндрю Хантер | 7:11,63  | Греция · Андреас Зисимос · Дмитриос Манганас · Николаос Ксилоурис · Георгиос Деметис | 7:16,67  |
| Комбиниров. эстафета 4×100 м   | Россия · Андрей Капралов · Аркадий Вятчанин · Николай Скворцов · Роман Слуднов    | 3:34,96   | Украина · Олег Лисогор · Андрей Сердинов · Юрий Егошин · Андрей Олейник       | 3:36,21  | Великобритания · Лиам Тэнкок · Джеймс Гибсон · Саймон Бёрнетт · Тодд Купер           | 3:36,61  |

### Женщины
| Дисциплина                     | Золото                                                                          | Золото    | Серебро                                                                         | Серебро | Бронза                                                                       | Бронза  |
| ------------------------------ | ------------------------------------------------------------------------------- | --------- | ------------------------------------------------------------------------------- | ------- | ---------------------------------------------------------------------------- | ------- |
| 50 м вольный стиль             | Бритта Штеффен · Германия                                                       | 24,72     | Тереза Альсхаммар · Швеция                                                      | 24,87   | Марлен Велдхёйс · Нидерланды                                                 | 24,89   |
| 100 м вольный стиль            | Бритта Штеффен · Германия                                                       | 53,30WR   | Марлен Велдхёйс · Нидерланды                                                    | 54,32   | Нери Ньянгкуара · Греция                                                     | 54,48   |
| 200 м вольный стиль            | Отыля Енджейчак · Польша                                                        | 1:57,25   | Анника Лурц · Германия                                                          | 1:57,48 | Лор Маноду · Франция                                                         | 1:58,48 |
| 400 м вольный стиль            | Лор Маноду · Франция                                                            | 4:02,13WR | Джоанн Джексон · Великобритания                                                 | 4:07,76 | Кейтлин Макклетчи · Великобритания                                           | 4:08,13 |
| 800 м вольный стиль            | Лор Маноду · Франция                                                            | 8:19,29ER | Ребекка Эдлингтон · Великобритания                                              | 8:27,88 | Ребекка Кук · Великобритания                                                 | 8:28,40 |
|                                |                                                                                 |           |                                                                                 |         |                                                                              |         |
| 50 м на спине                  | Янина Пич · Германия                                                            | 28,36     | Александра Герасименя · Беларусь                                                | 28,72   | Антье Бушшульте · Германия                                                   | 28,73   |
| 100 м на спине                 | Лор Маноду · Франция                                                            | 1:00,88   | Антье Бушшульте · Германия                                                      | 1:01,40 | Янина Пич · Германия                                                         | 1:01,55 |
| 200 м на спине                 | Алексианн Кастель · Франция                                                     | 2:10,07   | Ирина Амшенникова · Украина                                                     | 2:12,13 | Мелани Маршалл · Великобритания                                              | 2:12,17 |
|                                |                                                                                 |           |                                                                                 |         |                                                                              |         |
| 50 м брасс                     | Елена Богомазова · Россия                                                       | 31,69     | Кэти Хэйвуд · Великобритания                                                    | 31,71   | Агнеш Ковач · Венгрия                                                        | 31,95   |
| 100 м брасс                    | Анна Хлистунова · Украина                                                       | 1:07,55   | Кирсти Бальфур · Великобритания                                                 | 1:07,95 | Агнеш Ковач · Венгрия                                                        | 1:08,60 |
| 200 м брасс                    | Кирсти Бальфур · Великобритания                                                 | 2:25,66   | Юлия Пидлисна · Украина                                                         | 2:28,42 | Агнеш Ковач · Венгрия                                                        | 2:28,90 |
|                                |                                                                                 |           |                                                                                 |         |                                                                              |         |
| 50 м баттерфляй                | Тереза Альсхаммар · Швеция                                                      | 26,06     | Анна-Карин Камерлинг · Швеция                                                   | 26,23   | Шанталь Грот · Нидерланды                                                    | 26,49   |
| 100 м баттерфляй               | Инге Деккер · Нидерланды                                                        | 58,35     | Мартина Моравцова · Словакия                                                    | 58,98   | Алёна Попчанка · Франция                                                     | 59,06   |
| 200 м баттерфляй               | Отыля Енджейчак · Польша                                                        | 2:07,09   | Франческа Сегат · Италия                                                        | 2:08,96 | Катерина Джаккетти · Италия                                                  | 2:09,01 |
|                                |                                                                                 |           |                                                                                 |         |                                                                              |         |
| 200 м комплекс                 | Лор Маноду · Франция                                                            | 2:12,69   | Катаржина Барановская · Польша                                                  | 2:13,36 | Алессия Филиппи · Италия                                                     | 2:13,75 |
| 400 м комплекс                 | Алессия Филиппи · Италия                                                        | 4:35,80   | Николь Хетцер · Германия                                                        | 4:37,97 | Катаржина Барановская · Польша                                               | 4:40,02 |
|                                |                                                                                 |           |                                                                                 |         |                                                                              |         |
| Эстафета 4×100 м вольный стиль | Германия · Петра Даллманн · Бритта Штеффен · Даниэла Гёц · Анника Лурц          | 3:35,22WR | Нидерланды · Марлен Велдхёйс · Инге Деккер · Шанталь Грот · Раноми Кромовидьойо | 3:37,04 | Франция · Орор Монжель · Алёна Попчанка · Селин Кудер · Малия Метелла        | 3:38,83 |
| Эстафета 4×200 м вольный стиль | Германия · Мелани Маршалл · Бритта Штеффен · Даниэла Самульски · Анника Лурц    | 7:50,82WR | Польша · Йоанна Будзис · Отыля Енджейчак · Агата Звейская · Паулина Бажиская    | 7:56,32 | Франция · Орор Монжель · Алёна Попчанка · Лор Маноду · Софи Юбер             | 7:56,44 |
| Комбиниров. эстафета 4×100 м   | Великобритания · Сара Пёве · Кирсти Бальфур · Терри Даннинг · Франческа Холсолл | 4:02,24   | Германия · Антье Бушшульте · Бритта Штеффен · Сара Пёве · Анника Мельхорн       | 4:02,35 | Франция · Селин Кудер · Алёна Попчанка · Лор Маноду · Анне-Софи Ле Парантуэн | 4:03,64 |

↑ ER — европейский рекорд
↑ WR — мировой рекорд

## Прыжки в воду

### Мужчины
| Дисциплина              | Золото                                       | Золото | Серебро                                | Серебро | Бронза                                          | Бронза |
| ----------------------- | -------------------------------------------- | ------ | -------------------------------------- | ------- | ----------------------------------------------- | ------ |
| Трамплин 1 м            | Йоона Пухакка · Финляндия                    | 425,00 | Александр Доброскок · Россия           | 416,60  | Кристофер Саккин · Италия                       | 415,70 |
| Трамплин 3 м            | Дмитрий Саутин · Россия                      | 496,10 | Александр Доброскок · Россия           | 479,95  | Йоона Пухакка · Финляндия                       | 464,60 |
| Вышка 10 м              | Глеб Гальперин · Россия                      | 472,90 | Хейко Майер · Германия                 | 459,45  | Константин Миляев · Украина                     | 436,50 |
| Синхронный трамплин 3 м | Андреас Вельс · Тобиас Шелленберг · Германия | 403,86 | Дмитрий Саутин · Юрий Кунаков · Россия | 401,46  | Никола Маркони · Томмазо Маркони · Италия       | 394,68 |
| Синхронная вышка 10 м   | Дмитрий Доброскок · Глеб Гальперин · Россия  | 469,38 | Саша Кляйн · Хайко Майер · Германия    | 447,96  | Микеле Бенедетти · Франческо Дель Уомо · Италия | 435,12 |

### Женщины
| Дисциплина              | Золото                                     | Золото | Серебро                                     | Серебро | Бронза                                     | Бронза |
| ----------------------- | ------------------------------------------ | ------ | ------------------------------------------- | ------- | ------------------------------------------ | ------ |
| Трамплин 1 м            | Анна Линдберг · Швеция                     | 291,90 | Дитте Котциан · Германия                    | 279,30  | Мария Маркони · Италия                     | 267,35 |
| Трамплин 3 м            | Анна Линдберг · Швеция                     | 330,60 | Дитте Котциан · Германия                    | 324,90  | Нора Барта · Венгрия                       | 319,85 |
| Вышка 10 м              | Юлия Прокопчук · Украина                   | 338,00 | Аня Рихтер · Австрия                        | 332,35  | Кристин Штойер · Германия                  | 330,40 |
| Синхронный трамплин 3 м | Надежда Бажина · Наталья Умыскова · Россия | 314,55 | Хайке Фишер · Дитте Котциан · Германия      | 298,60  | Алёна Фёдорова · Кристина Ищенко · Украина | 292,17 |
| Синхронная вышка 10 м   | Аннетт Гамм · Нора Субшински · Германия    | 325,92 | Наталья Гончарова · Юлия Колтунова · Россия | 306,24  | Юлия Прокопчук · Екатерина Жук · Украина   | 297,21 |

## Плавание в открытой воде

### Мужчины
| Дисциплина | Золото                | Золото    | Серебро                            | Серебро   | Бронза                   | Бронза    |
| ---------- | --------------------- | --------- | ---------------------------------- | --------- | ------------------------ | --------- |
| 5 км       | Томас Лурц · Германия | 56:00,1   | Кристиан Хайн · Германия           | 56:01,1   | Симон Эрколи · Италия    | 56:01,8   |
| 10 км      | Томас Лурц · Германия | 1:58:12,1 | Мартен ван дер Вейден · Нидерланды | 1:58:13,5 | Кристиан Хайн · Германия | 1:58:16,6 |
| 25 км      | Жиль Ронди · Франция  | 5:10:17,3 | Антон Саначев · Россия             | 5:10:18,2 | Стефан Гомес · Франция   | 5:10:19,3 |

### Женщины
| Дисциплина | Золото                          | Золото    | Серебро                  | Серебро   | Бронза                                          | Бронза    |
| ---------- | ------------------------------- | --------- | ------------------------ | --------- | ----------------------------------------------- | --------- |
| 5 км       | Екатерина Селивёрстова · Россия | 1:01:50,8 | Кати Дитрик · Франция    | 1:01:52,3 | Яна Печанова · Чехия · Лариса Ильченко · Россия | 1:01:52,4 |
| 10 км      | Ангела Маурер · Германия        | 2:07:10,8 | Рита Ковач · Венгрия     | 2:07:14,3 | Яна Печанова · Чехия                            | 2:07:15,6 |
| 25 км      | Ангела Маурер · Германия        | 5:35:19,1 | Наталья Панкина · Россия | 5:35:25,1 | Штефани Биллер · Германия                       | 5:35:29,5 |

## Синхронное плавание
| Дисциплина | Золото | Золото | Серебро | Серебро | Бронза | Бронза |
| ---------- | --- | ------ | --- | ------- | --- | ------ |
| Соло       | Наталья Ищенко · Россия | 98,400 | Хемма Менгуаль · Испания | 97,700  | Наталья Антопулу · Греция | 93,900 |
| Дуэты      | Россия · Анастасия Давыдова · Анастасия Ермакова | 98,800 | Испания · Хемма Менгуаль · Паола Тирадос | 97,500  | Греция · Элефтерия Фтули · Эвантия Макрияни | 93,400 |
| Группы     | Россия · Наталья Ищенко · Светлана Ромашина · Эльвира Хасянова · Мария Громова · Елена Овчинникова · Анна Шорина · Анна Насекина · Ольга Кужела                                           | 98,800 | Испания · Альба Кабельо · Ракель Корраль · Лаура Лопес · Хисела Морон · Ирина Родригес · Паола Тирадос · Андреа Фуэнтес · Тина Фуэнтес                                 | 97,300  | Италия · Алессия Биджи · Элиза Боццо · Бенедетта Ре · Сара Сгарци · Далила Скьезаро · Вирна Такконе · Федерика Томмази · Манила Фламини                                              | 93,600 |
| Комбинация | Россия · Анастасия Ермакова · Анастасия Давыдова · Наталья Ищенко · Светлана Ромашина · Эльвира Хасянова · Мария Громова · Елена Овчинникова · Анна Шорина · Анна Насекина · Ольга Кужела | 97,900 | Испания · Альба Кабельо · Ракель Корраль · Лаура Лопес · Хемма Менгуаль · Хисела Морон · Ирина Родригес · Паола Тирадос · Андреа Фуэнтес · Тина Фуэнтес · Таис Энрикес | 95,900  | Италия · Алессия Биджи · Элиза Боццо · Франческа Ганджеми · Марианджела Перрупато · Бенедетта Ре · Сара Сгарци · Далила Скьезаро · Вирна Такконе · Федерика Томмази · Манила Фламини | 93,500 |